# Guerra Fría (1947-1953)

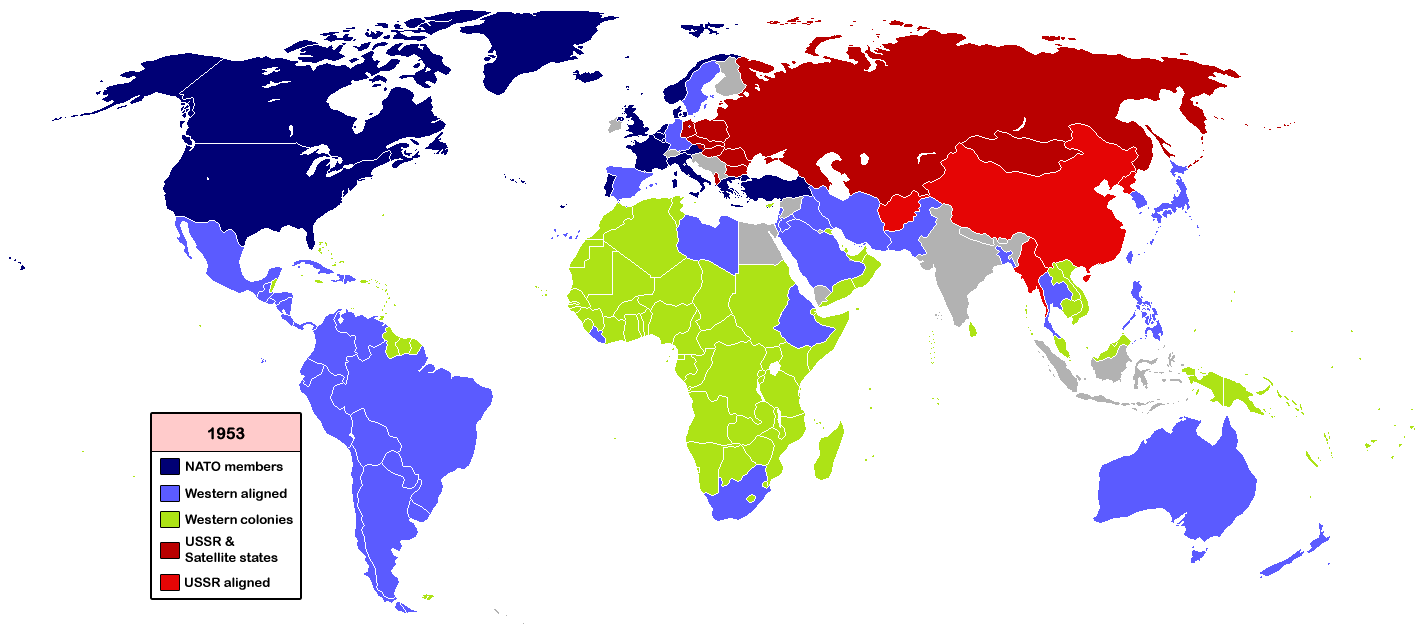
Mapa mundial de alineaciones en 1953.

La Guerra Fría entre 1947 y 1953 es el periodo dentro de la Guerra Fría que abarca desde la Doctrina Truman 1947 hasta 1953. Los orígenes de la Guerra Fría se sitúan casi inmediatamente después del fin de la Segunda Guerra Mundial y dura hasta casi finalizado el siglo XX.

## Creación del Bloque del Este

Durante la Segunda Guerra Mundial, la Unión Soviética se anexó varios países como Repúblicas de la Unión Soviética incorporándolas en la Unión de Repúblicas Socialistas Soviéticas. La Mayoría de esos territorios habían sido cedidos en secreto a Rusia por medio del Pacto Ribbentrop-Mólotov con la Alemania nazi. Estos territorios anexados incluyen Este de Polonia, Lituania, Este de Finlandia y el Norte de Rumanía
Varios de los otros países ocupados que no fueron directamente anexados dentro de la URSS se convirtieron en Estados Satélites Soviéticos. En Alemania del Este, después de la derrota en las elecciones, la unificación del Partido Comunista de Alemania (KPD) y el Partido Socialdemócrata de Alemania (SPD), se fundó el PSUA en abril de 1946 ganando las elecciones celebradas ese mismo año y se oprimió a los oponentes políticos.
En los territorios no anexados a la URSS de Polonia, menos de una tercera parte de la población de Polonia votó a favor de una reforma comunista masiva de las tierras y nacionalización de la industria en un referéndum político conocido como Tres Veces Sí (3 razy TAK; 3xTAK), y mediante un fraude electoral les permitió ganar en la controlada encuesta consiguiendo el resultado deseado
 Elecciones legislativas polacas, 1947 celebrado en enero de 1947 consiguiendo la transformación oficial de Polonia en República Popular de Polonia.
En Hungría, cuando los soviéticos instalaron un gobierno comunista, Mátyás Rákosi fue nombrado Secretario General del Partido Comunista Húngaro y comenzó a ser uno de los dictadores más crueles de Europa.
En Bulgaria, hacia el final de la Segunda Guerra Mundial, la Unión Soviética cruzó la frontera y creó las condiciones para un Golpe de Estado Comunista. Los mandos militares soviéticos en Sofía asumieron la autoridad suprema, y los comunistas, incluyendo a Kimon Georgiev, tomaron el completo control de la política interna de la República Popular de Bulgaria.
En Checoslovaquia, el Partido Comunista de Checoslovaquia asumió el control sobre el Gobierno de Checoslováquia en el Golpe de Estado de Checoslováquia de 1948
En las Elecciones Generales de Rumanía, de 1946, el Partido Comunista Rumano (PCR) utilizó tácticas intimidatorias y fraude electoral para obtener el 80 % de los votos, y acto seguido, eliminado el rol de los partidos centristas, resultó que para 1948, la mayoría de los políticos no-Comunistas fueron ejecutados, exiliados o encarcelados.
En las Elecciones Parlamentarias Albanas de 1945, la única opción de voto fuero aquellos del Frente Democrático (Albania), liderados por Enver Hoxha. En 1946, Albania fue declarada República Popular de Albania
En los comienzos, Stalin dirigió los sistemas en los países del Bloque del Este que habían rechazado la Economía de mercado, la democracia como forma de Gobierno y el imperio de la ley sometido a la intervención discrecional del Estado. Eran, económicamente hablando comunistas y dependientes de la Unión Soviética en cantidades significantes de materias primas. En los primeros cinco años que siguieron al fin de la Segunda Guerra Mundial, se produjo una masiva emigración desde estos Estados a Occidente. Posteriormente se implementaron restricciones que detuvieron la mayor parte de la emigración, excepto aquellas producidas bajo acuerdos bilaterales limitados.

## Contención
El período post-1945 puede haber sido el punto más alto de popularidad de la ideología comunista en la historia. Las carga soportada por el Ejército Rojo hizo que la Unión Soviética se ganara un enorme respeto, que fue explotado por Stalin para lograr una Europa Comunista. Los partidos comunistas lograron una popularidad significativa en naciones como China, Grecia, Irán y la República de Mahabad. Los partidos comunistas ya tenían el poder en Rumania, Bulgaria, Albania, y Yugoslavia. El Reino Unido y los Estados Unidos estaban preocupados porque las victorias electorales por los partidos comunistas en alguno de aquellos países pudieran conducir a un vuelco en la economía y la política de la Europa Occidental.

### El Plan Morgenthau y el Plan Marshall
Tras haber perdido 27 millones de habitantes en la Segunda Guerra Mundial, la Unión Soviética estaba decidida en destruir la capacidad alemana para iniciar otra guerra y presionó por ello durante las conferencias en tiempo de guerra. El resultado, la política del Plan Morgenthau preveía convertir Alemania en un estado agrícola sin industria pesada. Debido al incremento de los costes por importación de alimentos y para evitar una hambruna masiva en Alemania, con el peligro de perder la nación entera a manos de los comunistas, los Estados Unidos abandonaron el Plan Morgenthau en septiembre de 1946 con el Discurso de James F. Byrnes sobre el "Restablecimiento de la política Alemana", que ostentaba el cargo de Secretario de Estado.
En enero de 1947, Truman designó al general George Marshall como Secretario de Estado, y promulgó la JCS 1779, que decretó que una próspera y ordenada Europa requeriría las contribuciones de una Alemania estable y productiva. "" La directiva se concordaba con el punto de vista del General Lucius D. Clay y del Estado Mayor Conjunto de los Estados Unidos debido a la creciente influencia comunista en Alemania, así como del fracaso del resto de la economía europea para recuperarse sin la participación industrial alemana, de la que previamente había sido dependiente. Los funcionarios del gobierno se reunieron con el ministro soviético de Asuntos Exteriores Vyacheslav Molotov y otros para presionar por una independencia económica de Alemania, incluyendo una relación detallada de las plantas industriales, los bienes y la infraestructura que ya habían sido eliminados por los soviéticos. Después de seis semanas de negociaciones, Molotov se negó a las exigencias y las conversaciones se suspendieron. Marshall se desalentó sobre todo después de encontrarse personalmente con Stalin, que expresó poco interés en una solución a los problemas económicos alemanes. Los Estados Unidos llegaron entonces a la conclusión de que la solución no podía esperar mucho más. En un discurso el día 5 de junio de 1947, George Marshall, siguiendo con la Doctrina Truman, amplió el programa de ayuda estadounidense a todos los países europeos que deseen participar, incluyendo la Unión Soviética y de Europa del Este, denominándose como Plan Marshall.
Temiendo la penetración política, cultural y económica de Estados Unidos, Stalin prohibió a los países soviéticos del bloque oriental de la recién formada Kominform la aceptación de la ayuda del Plan Marshall. En Checoslovaquia, se produjo un golpe de Estado respaldado por los soviéticos (Golpe de Praga), con una brutalidad que conmocionó a las potencias occidentales más que cualquier otro evento hasta el momento y puso en un movimiento la aprobación del plan, barriendo los últimos vestigios de la oposición en el Congreso de los Estados Unidos.

### La guerra civil griega y la Doctrina Truman

#### La guerra civil griega
Tanto el Este como el Oeste observaron con atención a Grecia, una nación dentro de la esfera de influencia de Gran Bretaña. Stalin había respetado el acuerdo con Winston Churchill de no intervenir, pero Albania y Yugoslavia desafiaron el consejo de la URSS y enviaron suministros durante la guerra civil griega a las fuerzas partisanas pertenecientes al Partido Comunista de Grecia, el ELAS "Ejército Popular de Liberación Nacional". El Reino Unido había ayudado a las fuerzas reales por lo que los líderes de ELAS, se percataron que no iban a recibir ayuda de los soviéticos y habiendo sido boicoteadas las elecciones partieron de una situación de desventaja. Sin embargo, en 1947, el Gobierno casi en la bancarrota del Reino Unido no pudo mantener durante más tiempo sus compromisos internacionales. Además de la concesión Independencia de la India y entregando el Mandato de Palestina a las Naciones Unidas, el gobierno británico decidió retirarse de Grecia y Turquía. Esto dejó a los dos países, en particular Grecia, al borde de una revolución comunista.

#### La Doctrina Truman
Informados de que la ayuda británica a Grecia y Turquía se acabaría en menos de seis semanas, y las ya hostiles sospechas de las intenciones soviéticas, debido a su  no retirada de Irán, la administración Truman decidió aportar una ayuda adicional. Con un  Congreso sólidamente en manos de los republicanos, y con un fuerte sentimiento de aislamiento entre la población de EE. UU., Truman adoptó un enfoque ideológico. En una reunión con líderes del Congreso, el argumento de "las manzanas infectadas en un barril por una manzana podrida" se usó para convencerlos de la importancia en el apoyo a Grecia y Turquía. Que se convertiría en la "teoría del dominó". En la mañana del 12 de marzo de 1947, el presidente Harry S. Truman se presentó ante el Congreso para pedir 400 millones de dólares de ayuda a Grecia y Turquía. Pidiendo a la aprobación del Congreso de los Estados Unidos para "apoyar a los pueblos libres que están resistiendo intentos sometimiento por minorías armadas o por presiones externas", o en definitiva una política de "contención", Truman articuló una presentación de la lucha ideológica que llegó a ser conocido como la "Doctrina Truman". Aunque está basado en un análisis simplista de las luchas internas en Grecia y Turquía, se convirtió en la única influencia dominante sobre la política de EE. UU. por lo menos hasta la guerra de Vietnam.

### Debate militar en los Estados Unidos
Después de la Segunda Guerra Mundial, los generales de la recién formada Fuerza aérea de los Estados Unidos propusieron una nueva doctrina Militar: Un bombardeo estratégico, usando armas nucleares, como elemento decisivo para la victoria en una posible futura guerra, y como medida disuasoria para evitar un posible ataque por sorpresa a los Estados Unidos como el ocurrido en Pearl Harbour. Para implementar esta doctrina, la Fuerza Aérea propuso que el Congreso debería financiar la construcción de una gran flota de bombarderos pesados de largo alcance. Los generales de la Fuerza Aérea creían que dicho proyecto recibiría una gran cantidad de fondos, comenzando con el desarrollo del bombardero B-36 Peacemaker.
Los almirantes de la Marina no estaban de acuerdo. Adujeron la superioridad aplastante de la flota de portaaviones en el océano Pacífico para pedir al Congreso de Estados Unidos los fondos necesarios para financiar la creación de una flota de "superportaaviones" y su flota de apoyo, comenzando la construcción del "USS (CVA-58)". Los dirigentes de la Armada creían que las guerras no podrían ganarse solamente con los bombardeos estratégicos, tanto si son nucleares o no. La Armada también sostuvo que el inicio del uso generalizado de armas nucleares sobre centros de población enemigos era un hecho inmoral.

### Relaciones nazi-sovieéticasyFalsificadores de la Historia
Las relaciones se deterioraron aún más cuando, en enero de 1948, el Departamento de Estado de los EE.UU publicó una colección de documentos titulada Relaciones nazi-soviéticas, 1939-1941: Documentos de los Archivos de la Oficina de Relaciones Exteriores de Alemania, que contenía los documentos recuperados de la Oficina de Relaciones Exteriores de la Alemania nazi que revelaron las conversaciones soviéticas con Alemania en relación con el Pacto Molotov-Ribbentrop, incluyendo su protocolo secreto que dividía Europa del Este, el acuerdo comercial entre Alemania y Rusia de 1939, y las discusiones con la Unión Soviética para convertirse en la cuarta potencia del Eje.
Como respuesta, un mes después, la Unión Soviética publicó Falsificadores de la historia, un libro editado y parcialmente reescrito por Stalin donde se atacaba a Occidente. El libro no intentaba contrarrestar de manera directa los documentos publicados en el Relaciones nazi-soviéticas, 1939-1941 sino que se centró en la demostrar la culpabilidad occidental por el estallido de la guerra en 1939. Se argumentaba que "las potencias occidentales " ayudaron al rearme nazi y la agresión, además de que los banqueros y los industriales estadounidenses proporcionaron el capital para el crecimiento de la industria de guerra alemana e indujeron a Hitler a expandirse hacia el este. El libro también incluía la afirmación de que, durante el funcionamiento del Pacto, Stalin rechazó la oferta de Hitler de participar en un reparto del mundo, sin mencionar la oferta que hizo Alemania de incorporarse al Eje.

### Bloqueo de Berlín

Berlineses observando el aterrizaje de un C-54 en el aeropuerto de Tempelhof (1948)

Tras del Plan Marshall, la introducción de una nueva moneda en la Alemania Occidental para reemplazar el degradado Reichsmark e importantes pérdidas electorales de los partidos comunistas en 1946, en junio de 1948, la Unión Soviética cortó el acceso por carretera a Berlín.
A partir de ese momento, las calles y los suministros de agua se interrumpieron, las comunicaciones se cortaron, y el tráfico de ferrocarriles y mercancías se interrumpieron. Los soviéticos inicialmente dejaron de suministrar alimentos a la población civil en los sectores no-soviéticos de Berlín. Debido a que Berlín se encuentra dentro de la zona de ocupación soviética de Alemania y que las potencias ocupantes dependían de la buena voluntad Soviética para el acceso a Berlín, los únicos medios disponibles de abastecer a la ciudad fueron tres limitados corredores aéreos.
En febrero de 1948, debido a los recortes militares posteriores a la guerra, el ejército Norteamericano había sido reducido a 552 000 hombres. Las fuerzas militares en los sectores no-soviéticos totalizaban solamente 8973 estadounidenses, 7606 británicos y 6100 franceses. En cambio, las fuerzas soviéticas en el sector soviético alrededor de Berlín totalizaban un millón y medio de efectivos. Los dos regimientos estadounidenses no habrían podido resistir un ataque soviético. Conocedora de la insuficiencia de las fuerzas británicas, francesas y norteamericanas, la administración militar soviética en Alemania comenzó el bloqueo. Acto seguido, comenzó una campaña de suministro aéreo de alimentos, agua y otros bienes iniciada por Estados Unidos, Gran Bretaña, Francia y otros países. El éxito de la campaña de suministros aéreos provocó el levantamiento del bloqueo por parte soviética en mayo de 1949.

### Ruptura Tito-Stalin
Después de los desacuerdos entre el líder yugoslavo Josip Broz Tito y la Unión Soviética con respecto a Grecia y a la República Popular de Albania, se produjo la Ruptura Tito-Stalin, seguida de la expulsión de Yugoslavia de la Kominform en junio de 1948 y un fallido golpe de Estado soviético en Belgrado. La ruptura creó dos fuerzas comunistas independientes en Europa. Una vehemente campaña contra la "titoísmo" se inició de inmediato en el Bloque Oriental. Esto dio como resultado la persecución de muchos dirigentes del partido principal, incluidos los de la Alemania del Este.

### OTAN

Mapa de la Guerra Fría Bloque del Este, Aliados occidentales y los restantes países en Europa.

Los Estados Unidos se unió a Gran Bretaña, Francia, Canadá, Dinamarca, Portugal, Noruega, Bélgica, Islandia, Luxemburgo, Italia y los Países Bajos en 1949 para formar la Organización del Tratado del Atlántico Norte (OTAN), los Estados Unidos "tejió" la primera Alianza Europea en 170 años. República Federal de Alemania, España, Grecia y Turquía se unirían más tarde a esta alianza. Los países del Este tomaron medidas en contra de esta alianza mediante la integración de las economías de sus naciones en el Comecon, su versión del Plan Marshall.
La explosión de la primera bomba atómica soviética en 1949, la firma de una alianza con la República Popular de China en febrero de 1950, y la creación del Pacto de Varsovia, la contraparte de Europa del Este a la OTAN, en 1955. La Unión Soviética, Albania, Checoslovaquia, Hungría, Alemania Oriental, Bulgaria, Rumania, Polonia y fueron los fundadores de esta alianza militar.

### NSC-68
Los funcionarios estadounidenses se movieron rápidamente para intensificar y ampliar la "contención". En un documento secreto de 1950, NSC-68, propusieron fortalecer sus sistemas de alianzas, un gasto de defensa cuádruple, y embarcarse en una campaña de propaganda elaborada para convencer al público de EE. UU. para luchar contra esta costosa guerra. Truman ordenó el desarrollo de una bomba de hidrógeno. A principios de 1950, EE.UU dio sus primeros esfuerzos para oponerse a las fuerzas comunistas en Vietnam, planeó formar un ejército en Alemania Occidental, y preparó propuestas para un tratado de paz con Japón que garantizara a largo plazo las bases militares estadounidenses en ese país.

## Guerra civil china
Poco después de la Segunda Guerra Mundial, la guerra civil se reanudó en China entre el Kuomintang (KMT) encabezada por el Generalísimo Chiang Kai-shek y Partido Comunista de China llevado por Mao Zedong. La URSS había firmado un tratado de amistad con el Kuomintang en 1945 y desautorizó el apoyo a los comunistas chinos. El resultado fue una lucha en la que los comunistas finalmente vencieron gracias a mejores tácticas militares. A pesar de que los nacionalistas tuvieran ventaja en los siguientes aspectos.
1. Mayor número de efectivos y armamento más avanzado.
2. Mayor territorio.
3. Apoyo internacional por parte de las potencias capitalistas.

Además, los comunistas chinos fueron capaces de llenar el vacío político dejado en Manchuria después de que fuerzas soviéticas se retiraron de la zona con lo que se ganó la Primera base industrial de China.
Los comunistas chinos fueron capaces de abrirse camino desde el norte y noreste, y casi toda  China fue tomada a finales de 1949. El 1 de octubre de 1949, Mao Zedong proclamó República Popular de China del (PRC).
Chiang Kai-shek junto con 600 000 tropas nacionalistas y 2 millones de refugiados, principalmente miembros del gobierno y de la comunidad empresarial, huyeron del continente a la isla de Taiwán.
En diciembre de 1949, Chiang proclamó Taipéi de la capital provisional de la República de China (ROC) y siguió afirmando su gobierno como la única autoridad legítima en China.
La continua hostilidad entre los comunistas en el continente y los nacionalistas en Taiwán continuó durante toda la Guerra Fría. Aunque Estados Unidos se negó a auxiliar a Chiang Kai-shek en su esperanza de "recuperar el continente", si prestó apoyo a la República de China con material militar y la experiencia para impedir que Taiwán cayese en manos de la República Popular China.
A través del apoyo de los del Bloque Occidental (la mayoría de los países occidentales siguieron reconociendo la ROC es el único gobierno legítimo de China), la República de China en Taiwán mantuvo el asiento de China en las Naciones Unidas hasta 1971.

## La guerra de Corea

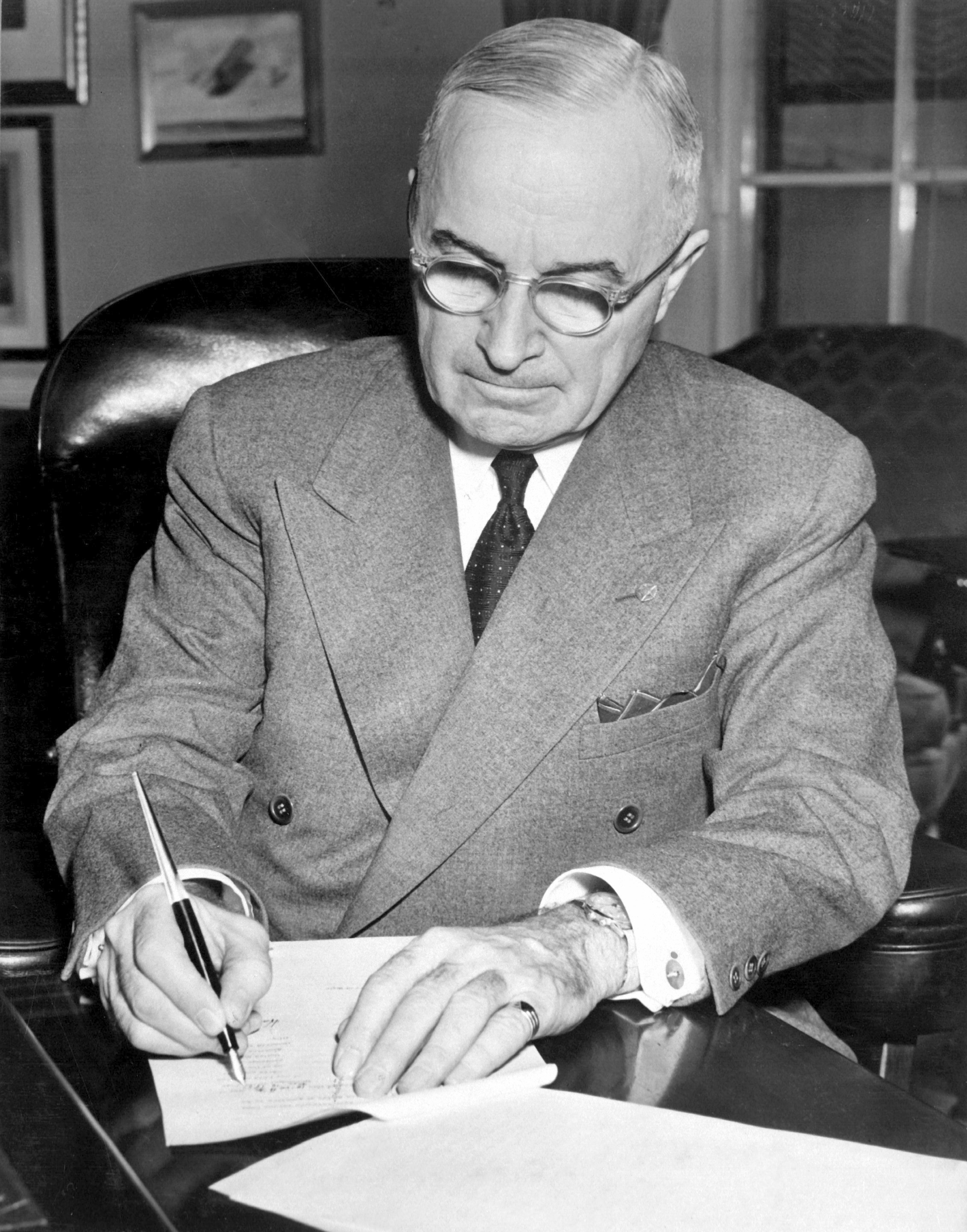
El presidente Truman firma una declaración una emergencia nacional que inicia la participación de EE. UU. en la guerra de Corea

A principios de 1950, los Estados Unidos hizo su compromiso con el tratado de paz con Japón de garantizar bases militares de EE.UU establecidas por largo plazo. Algunos observadores (incluyendo George Kennan) se cree que el tratado japonés llevó a Stalin a aprobar un plan para invadir apoyado por Estados Unidos Corea del Sur el 25 de junio de 1950. Corea había sido dividida al final de la Segunda Guerra Mundial a lo largo del paralelo 38 en la Unión Soviética y las zonas de ocupación de EE. UU., donde se instaló un gobierno comunista en Norte por los soviéticos, y eligió a un gobierno en el Sur llegó al poder tras las elecciones supervisadas por la ONU en 1948.
En junio de 1950,Corea del Norte y Ejército del Pueblo invadieron Corea del Sur. Esto provocó que los Estados Unidos, temiendo que un control comunista de Corea bajo Kim Il Sung podría amenazar a Japón y fomentar otros movimientos comunistas en Asia, envió fuerzas y ayuda obtenida a partir de la Naciones Unidas para contrarrestar la invasión de Corea del Norte. Los soviéticos boicotearon las reuniones del Consejo de Seguridad mientras protestaban contra la negativa del Consejo de dar asiento a la República Popular de China y, por lo tanto, el veto no aprobación del Consejo de una acción frente a la invasión de Corea del Norte. Una fuerza conjunta de personal de la ONU de Corea del Sur, los Estados Unidos, Gran Bretaña, Turquía, Canadá, Australia, Francia, Filipinas, los Países Bajos, Bélgica, Nueva Zelanda y otros países se unieron para detener la invasión. Después de una invasión por parte de China para asistir a los coreanos del Norte, la lucha contra estabilizado a lo largo del paralelo 38, que efectivamente separó las dos Coreas. Truman tuvo que enfrentarse a una China hostil, a la alianza chino-soviética, y un presupuesto de defensa que se había cuadruplicado en dieciocho meses.
El s:Acuerdo de Armisticio Coreano se firmó en julio de 1953 tras la muerte de Stalin, que había insistido en que los norcoreanos continuasen la lucha. En Corea del Norte, Kim Il-sung creó una altamente centralizada y brutal dictadura, según el mismo aglutinando un poder ilimitado y sobre la base de un formidable culto a la personalidad

## Bomba de hidrógeno
Una Bomba de hidrógeno — que produce fusión nuclear en vez de fisión nuclear— se probó por primera vez en Estados Unidos en noviembre de 1952 y en la Unión Soviética en agosto de 1953. Este tipo de bombas se empezaron a producir en los años 60.

## Cultura y los medios

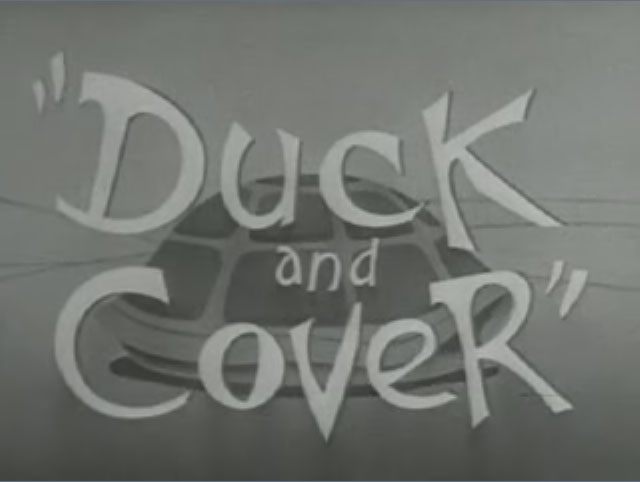
Inicio del documental Duck and Cover.

El miedo de una guerra nuclear disparó la producción de documentales de seguridad pública por parte del brazo de Defensa Civil del Gobierno Federal de los Estados Unidos que demostraban formas de protegerse en caso de un ataque nuclear soviético. El documental para niños de 1951, Duck and Cover, es un ejemplo estos.
El clásico de George Orwell, 1984, fue publicado en 1949. La novela explora la vida en el futuro en un mundo en el cual un gobierno totalitario ha alcanzado niveles aterrorizantes de poder y control. Con 1984, Orwell se enfoca en el miedo anticomunista que continuaría angustiando a muchos en Occidente en las décadas siguientes. En el contexto de la Guerra Fría, sus descripciones fácilmente invocaban comparaciones con el comunismo soviético y la disposición de Stalin y sus sucesores a controlar a aquellos dentro del Bloque Soviético de cualquier forma que fuese necesario. La famosa alegoría sobre gobiernos autoritarios, Rebelión en la granja, publicado en 1945, provocó similares sentimientos anticomunistas.

## Documentos importantes
- Declaración de Potsdam:  26 de julio de 1945. Una declaración informal emitida por Harry S. Truman, Winston Churchill, y Chiang Kai-Shek, que estipulaba los términos de la Rendición de Japón.
- Plan Baruch: 1946. Una propuesta de los Estados Unidos a la Comisión de Energía Atómica de las Naciones Unidas (CEANU) para a)extender a todas las naciones el intercambio de información científica básica para fines pacíficos, b) implementar controles sobre la energía atómica hasta donde fuese necesario para asegurarse que su uso sea sólo con fines pacíficos c) eliminar las bombas atómicas y otras armas de destrucción masiva de todos los arsenales nacionales; y d) establecer métodos de resguardo efectivos como inspecciones y otros métodos para proteger a los Estados firmantes contra los peligros de violaciones y evasiones. Cuando la Unión Soviética fue el único estado miembro que rehusó firmar, los EE. UU. se embarcaron en un masivo programa de prueba, desarrollo y despliegue de bombas atómicas.
- El Telegrama Largo y El Artículo X, 1946-1947. Formalmente titulado Las fuentes del comportamiento soviético. El artículo describía los conceptos que se convirtieron en la base de la política estadounidense durante la Guerra Fría y fue publicado en la revista Foreign Affairs en 1947. El artículo fue una expansión del famoso cable secreto del Departamento de Estado llamado el Artículo X. Aunque el artículo estaba firmado bajo el seudónimo "X", era conocimiento común que el verdadero autor fue George F. Keenan, el jefe de la misión diplomática de los Estados Unidos a la Unión Soviética en 1946.
- NSC-68: 14 de abril de 1950. Un reporte clasificado y emitido por el Consejo de Seguridad de los Estados Unidos. El reporte estipulaba la estrategia de seguridad nacional de los Estados Unidos para la época y proveía un análisis detallado de las capacidades de la Unión Soviética y los Estados Unidos desde el punto de vista militar, económico, político y psicológico. La tesis principal del NSC-68 era que la Unión Soviética pretendía convertirse en la única potencia dominante en el mundo. El reporte indicaba que la Unión Soviética tenía una estrategia sistemática que apuntaba a la proliferación del comunismo en todo el mundo, y recomendaba al gobierno de Estados Unidos adoptase una política de contención para frenar el avance del poderío soviético. NSC-68 recomendaba un cambio drástico a la política exterior, de una postura defensiva a una de contención activa y abogaba por una agresiva preparación militar. El NSC-68 influyó profundamente las acciones del gobierno durante la Guerra Fría por los siguientes 20 años.
- Discurso de James F. Byrnes, Secretario de Estado de los Estados Unidos en Stuttgart (Reafirmación de la Política sobre Alemania) el 6 de septiembre de 1946. El discurso encaminó el futuro de la política estadounidense hacia Alemania, ya que repudiaba las políticas económicas del Plan Morgenthau y daba esperanzas para el futuro de los alemanes. El peor miedo de las potencias occidentales era que la pobreza y el hambre iban a empujar a los alemanes al comunismo. El discurso también fue visto como un desafío a la Unión Soviética porque comunicaba la firme intención de los Estados Unidos de mantener una presencia militar en Europa en forma indefinida.